# Ewa Gołębiowska
Ewa Gołębiowska (ur. 13 grudnia 1959 roku w Cieszynie) – działaczka kultury, inicjatorka i współtwórczyni pierwszego w Polsce regionalnego ośrodka designu pod nazwą Zamku Cieszyn (poprzednia nazwa: Śląski Zamek Sztuki i Przedsiębiorczości), jego wieloletnia dyrektorka (od 2005 do przejścia na emeryturę w 2021).

## Życiorys
Z wykształcenia polonistka, w latach 1992–2002 naczelniczka Wydziału Edukacji, Kultury, Sportu i Turystyki w Cieszynie, pełniła funkcję radnej Rady Powiatu Cieszyńskiego I Kadencji (1998–2002), zajmując się oświatą, kulturą, turystyką i promocją. Jako dyrektorka Zamku Cieszyn przez 16 lat popularyzowała innowacyjne rozwiązania i design wśród firm oraz w sektorze publicznym m.in. poprzez szesnaście edycji kilkudniowego wydarzenia pn. Urodziny Zamku, gromadzącego projektantów, firmy i instytucje publiczne zainteresowane społeczną funkcję designu. W latach 2005–2007 koordynowała pierwszy kompleksowy program promocji i wdrażania wzornictwa w Polsce – Silesian Design Network, a także kolejne: Śląska Sieć na Rzecz Wzornictwa, Akademia Tradycyjnego Rzemiosła, Dizajn w Przestrzeni Publicznej oraz Dizajn u źródeł. Wspierała rozwój młodych projektantów w cyklicznym przeglądzie Graduation Projects, a w zorganizowanym przez siebie konkursie Śląska Rzecz promowała regionalny potencjał. Zainicjowała cykl międzynarodowych konferencji Dizajn w Przestrzeni Publicznej, któremu towarzyszyły wystawy ilustrujące dobre praktyki w przestrzeni publicznej. Jako ekspertkę ds. dostępności, osób z niepełnosprawnościami i starszych zajmowała ją kwestia bezpieczeństwa, mobilności, zieleni miejskiej, czy gospodarki odpadami.
Aktywnie uczestniczy w wielu europejskich projektach i sieciach współpracy, jak SEE Platform, DME Award, Human Cities czy EIDD Design for All Europe (Europejskiego Instytutu Projektowania i Niepełnosprawności), organizacji działającej na rzecz poprawy jakości życia poprzez wdrażanie zasady projektowania dla wszystkich, której przewodniczyła w latach 2013–2017, a w zarządzie zasiadała w latach 2011–2019. Zabiegała o wsparcie dla wielu lokalnych działań w globalnej sieci Human Cities. Była ekspertką PARP w dziedzinie wzornictwa. Prowadziła własny blog, napisała wiele publikacji na temat roli projektantów w życiu społecznym. Pełniła wielokrotnie rolę jurorki m.in. w konkursie AGRAFA. Międzynarodowa konferencja projektowa i konkurs.  Od 2016 jest ekspertką PARP w programie „Wzór na konkurencję”. Była moderatorką, prelegentką na warsztatach, dyskusjach panelowych i konferencjach o projektowaniu uniwersalnym m.in. 4 Design Days z tytułem Matki współczesnego wzornictwa. Wielokrotnie nagradzana za inicjatywy i wydarzenia związane z projektowaniem na światowym poziomie m.in. w konkursie Stowarzyszenia Twórców Grafiki Użytkowej (STGU) na Osobowość Roku 2017/2018. Za propagowanie sztuki użytkowej wraz z Zamkiem Cieszyn zdobyła Perłę Polskiej Gospodarki (2010).  Program Trzeci Polskiego Radia nominował ją do tytułu Kulturystka Roku 2011.
Promocję designu jako sztuki łączącej użytkowość z estetyką realizowała poprzez wystąpienia publiczne w konferencji TEDx w 2010 i w 2018, a także spacery edukacyjne dla mieszkanek i mieszkańców Cieszyna i Czeskiego Cieszyna.